# Sherlock Holmes (film, 1916)
Sherlock Holmes je ameriški nemi film režiserja Arthurja Bertheleta, ki je izšel leta 1916 v distribuciji Essanay Studios. Gre za eno najzgodnejših ameriških filmskih upodobitev detektiva Sherlocka Holmesa iz knjig Arthurja Conana Doylea.
Holmesa je zaigral ameriški igralec William Gillette, ki je imel pred tem dolga leta to vlogo v istoimenski gledališki igri, za katero je napisal tudi scenarij, ki je služil kot osnova za filmskega. Velja za prvega, ki je Holmesa razvil kot resen lik (pred tem so ga upodobitve precej karikirale) in je populariziral številne elemente, po katerih je prepoznan še danes - med drugim njegovo značilno čepico in pipo. Kljub temu, da je Gillette predstavo v 30 letih odigral več kot 1300-krat, naj bi bil ta film edini ohranjeni posnetek njegove igre.
Zgodba (promocijsko gradivo za predvajanje pravi, da gre za uprizoritev s sedmimi dejanji) se ne osredotoča na en sam primer, temveč prepleta elemente več Doyleovih zgodb, med njimi kraktih zgodb »A Scandal in Bohemia« in »The Final Problem« ter romana Študija v škrlatnem. V njej se pojavi tudi Holmesov antagonist, profesor Moriarty.

## Ohranitev
Film je dolga leta veljal za izgubljenega, zato je veljal za nekakšen »sveti gral« filmskih arhivistov, vsaj kar se tiče filmov o Sherlocku Holmesu. Leta 2014 pa je eno kopijo, nitratni negativ s francoskimi mednapisi, po naključju našel sodelavec arhiva francoske kinoteke (Cinémathèque Française), med iskanjem po njihovem arhivu 80.000 nitratnih filmskih trakov. Izkazalo se je, da je bil posnetek založen zaradi pomanjkljive katalogizacije. Restavrirana različica je bila premierno prikazana v sklopu filmskega festivala Toute la mémoire du monde januarja 2015.